# 고창 중산리 이팝나무

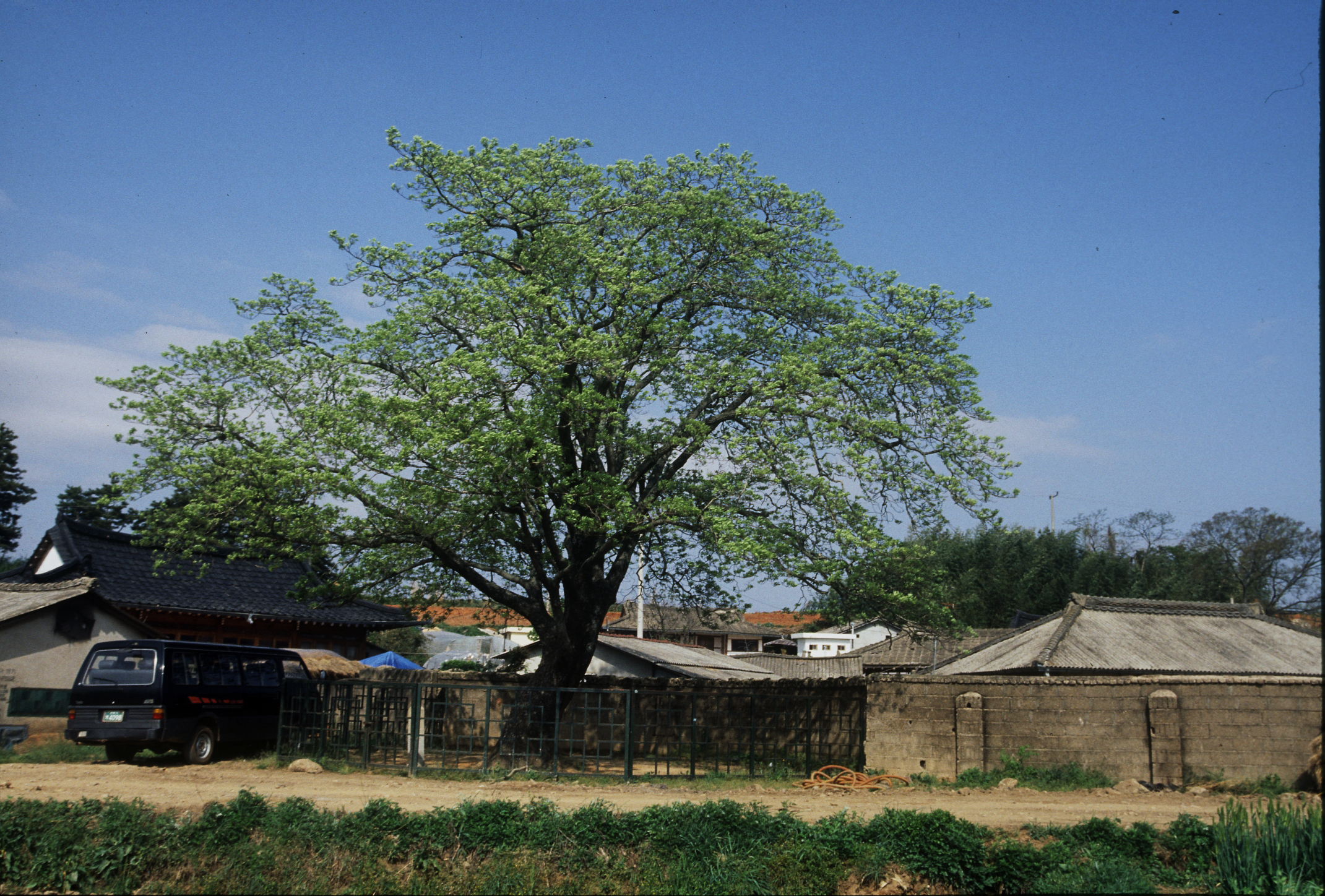
고창 중산리의 이팝나무

고창 중산리의 이팝나무는 대한민국 전북특별자치도 고창군 대산면 중산리에 있는 이팝나무이다. 나이는 약 250살이며, 대한민국의 천연기념물 제183호로 지정되어 있다.
이팝나무라는 이름은. 꽃이 피면 쌀밥처럼 보인다고 해서 쌀밥의 다른 말인 이밥 또는 이팝에서 왔다는 설이 있고, 입하쯤에 꽃이 피기 때문에 입하에서 왔다는 설도 있다.
문화재청에 따르면 이 나무는 “이팝나무로서는 매우 크고 오래된 나무로서 생물학적 보존 가치가 클 뿐만 아니라 오랜 세월동안 조상들의 관심과 보살핌 가운데 살아온 나무로 문화적 가치도 있어” 천연기념물로 지정되었다고 한다. 중산리 이팝나무의 수령은 250년에 달하며, 크기는 높이 10.5m, 둘레 2.68m이다. 보존 가치를 인정받아 문화재청·국립산림과학원·고창군이 유전자은행을 통해 복제나무를 육성하는 데 사용되기도 하였다.